# Kevin Seeldraeyers
Kevin Seeldraeyers (Boom, 12 de setembro de 1986), é um ciclista belga. Em 31 de dezembro de 2015 anunciou a sua retirada do ciclismo depois de nove temporadas como profissional e com 29 anos de idade.

## Palmarés
2005 (como amador)
- 1 etapa da Ronde d'Isard

2006 (como amador)
- 1 etapa do Giro do Vale de Aosta

2009
- Classificação dos jovens da Volta a Itália

2013
- 2 etapas da Volta à Áustria

## Resultados nas grandes voltas
| Corrida            | 2007 | 2008 | 2009 | 2010 | 2011 | 2012 | 2013 |
| ------------------ | ---- | ---- | ---- | ---- | ---- | ---- | ---- |
| Volta a Itália     | -    | 73º  | 14º  | -    | 50º  | 33º  | -    |
| Volta a França     | -    | -    | -    | 134º | -    | -    | -    |
| Volta a Espanha    | -    | -    | -    | -    | 23º  | 39º  | -    |
| Mundial em Estrada | -    | -    | -    | -    | -    | -    | -    |

## ligações externas
- Kevin Seeldraeyers no ProCyclingStats
- Fiche de Kevin Seeldraeyers (sitiodeciclismo.net)